# Leapmotor B01
Der Leapmotor B01 ist eine Limousine der Mittelklasse des chinesischen Autoherstellers Leapmotor.

## Modellgeschichte
Das Fahrzeug wurde im April 2025 auf der Auto Shanghai vorgestellt; es ist kleiner als der 2022 vorgestellte Leapmotor C01. Der B01 wird seit Juli 2025 in China verkauft.

## Technik

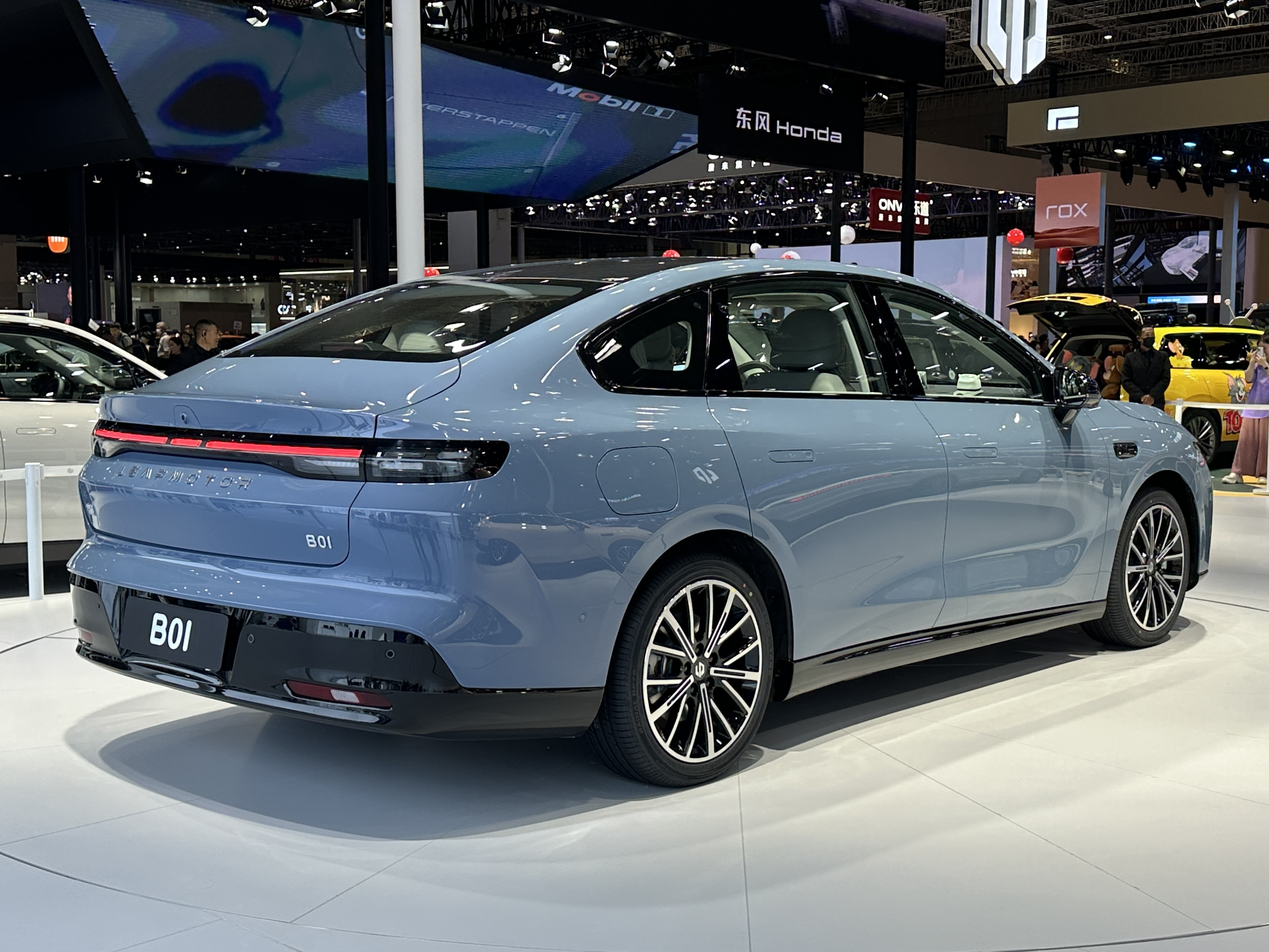
Heck des B01 auf der Auto Shanghai 2025

Der 4,77 m lange B01 nutzt wie der SUV Leapmotor B10 die LEAP-3.5-Architektur in 800-Volt-Technik. Somit kann er mit einem Lidar-Sensor für die Umfelderkennung ausgestattet werden. Dieser Sensor befindet sich vorn am Panorama-Glasdach. Der Wagen ist auch mit einem Blechdach erhältlich. Der Luftwiderstandsbeiwert des B01 beträgt 0,197. Der Kofferraum fasst 460 L; darunter gibt es ein 70 L großes Fach.
Der B01 wird mit Elektromotoren in drei Leistungsstufen, 100 kW (136 PS), 132 kW (180 PS) und 160 kW (218 PS), geliefert; 175 Nm oder 240 Nm Drehmoment treiben die Hinterräder an. Ihre Energie kommt aus Lithium-Eisenphosphat-Akkumulatoren (LFP) von China Aviation Lithium Battery (CALB). Mit einer Kapazität von 56,2 kWh sind nach dem WLTP-Standard 420 km möglich, 67,1 kWh ermöglichen eine WLTP-Reichweite von 550 km. Außerdem gibt es noch eine Version mit 43,9 kWh. Die Höchstgeschwindigkeit liegt bei 150 bzw. 160 km/h.

## Technische Daten
| Kenngrößen                       | B01 430                    | B01 550                    | B01 550                    | B01 650                    |
| -------------------------------- | -------------------------- | -------------------------- | -------------------------- | -------------------------- |
| Bauzeitraum                      | seit 07/2025               | seit 07/2025               | seit 07/2025               | seit 07/2025               |
| Motorkenndaten                   |                            |                            |                            |                            |
| Motortyp                         | Elektromotor               | Elektromotor               | Elektromotor               | Elektromotor               |
| max. Leistung                    | 100 kW (136 PS)            | 132 kW (180 PS)            | 160 kW (218 PS)            | 160 kW (218 PS)            |
| max. Drehmoment                  | 175 Nm                     | 175 Nm                     | 240 Nm                     | 240 Nm                     |
| Kraftübertragung                 |                            |                            |                            |                            |
| Antrieb                          | Hinterradantrieb           | Hinterradantrieb           | Hinterradantrieb           | Hinterradantrieb           |
| Getriebe                         | Eingang-Reduktionsgetriebe | Eingang-Reduktionsgetriebe | Eingang-Reduktionsgetriebe | Eingang-Reduktionsgetriebe |
| Antriebsbatterie                 |                            |                            |                            |                            |
| Zellchemie                       | LFP                        | LFP                        | LFP                        | LFP                        |
| Energieinhalt                    | 43,9 kWh                   | 56,2 kWh                   | 56,2 kWh                   | 67,1 kWh                   |
| Messwerte                        |                            |                            |                            |                            |
| Höchstgeschwindigkeit            | 150 km/h                   | 150 km/h                   | 160 km/h                   | 160 km/h                   |
| Beschleunigung, 0–100 km/h       | 9,4 s                      | 8,7 s                      | 6,4 s                      | 6,5 s                      |
| Elektrische Reichweite nach CLTC | 430 km                     | 550 km                     | 550 km                     | 650 km                     |
| Leergewicht                      | 1550 kg                    | 1625 kg                    | 1660 kg                    | 1711 kg                    |